# Дом-музей Пироговых
Дом-музе́й Пирого́вых — мемориальный дом семьи Пироговых, расположенный в селе Новосёлки Рыбновского района Рязанской области. Посвящён памяти братьев-певцов Григория, Михаила, Алексея и Александра Пироговых, а также рано ушедшего из жизни их брата Ивана.

## Информация о доме-музее

### История
Об открытии дома-музея речь шла со второй половины 1960-х годов. Сначала в качестве места предполагался дом семьи Пироговых в Рязани, но после его утраты замысел создания музея был надолго отложен. Не помогло даже содействие коллег певцов Пироговых по оперному цеху — в Рязани в разное время по этому поводу бывали И. К. Архипова, А. П. Иванов, И. С. Козловский. И только в марте 1988 года решением Рыбновского райсовета в селе Новосёлки в родовом доме Пироговых был открыт музей на общественных началах. В течение двух лет проводились реставрационно-восстановительные работы в доме и на усадьбе. К началу 1990-х годов дом и надворные постройки были восстановлены, началась работа по комплектованию собрания музея и созданию постоянной экспозиции. В июле 1995 года музей официально открыл свои двери для посетителей.

### Собрание музея
В музее хранятся коллекции изобразительного искусства, одежды и тканей, фотоматериалы, письменные источники — всего около 1700 единиц хранения. Музей располагает уникальной коллекцией личных вещей и документов, которые передали потомки знаменитых певцов. Имеется небольшая библиотека.

### Экспозиции
Постоянно действующие экспозиции:

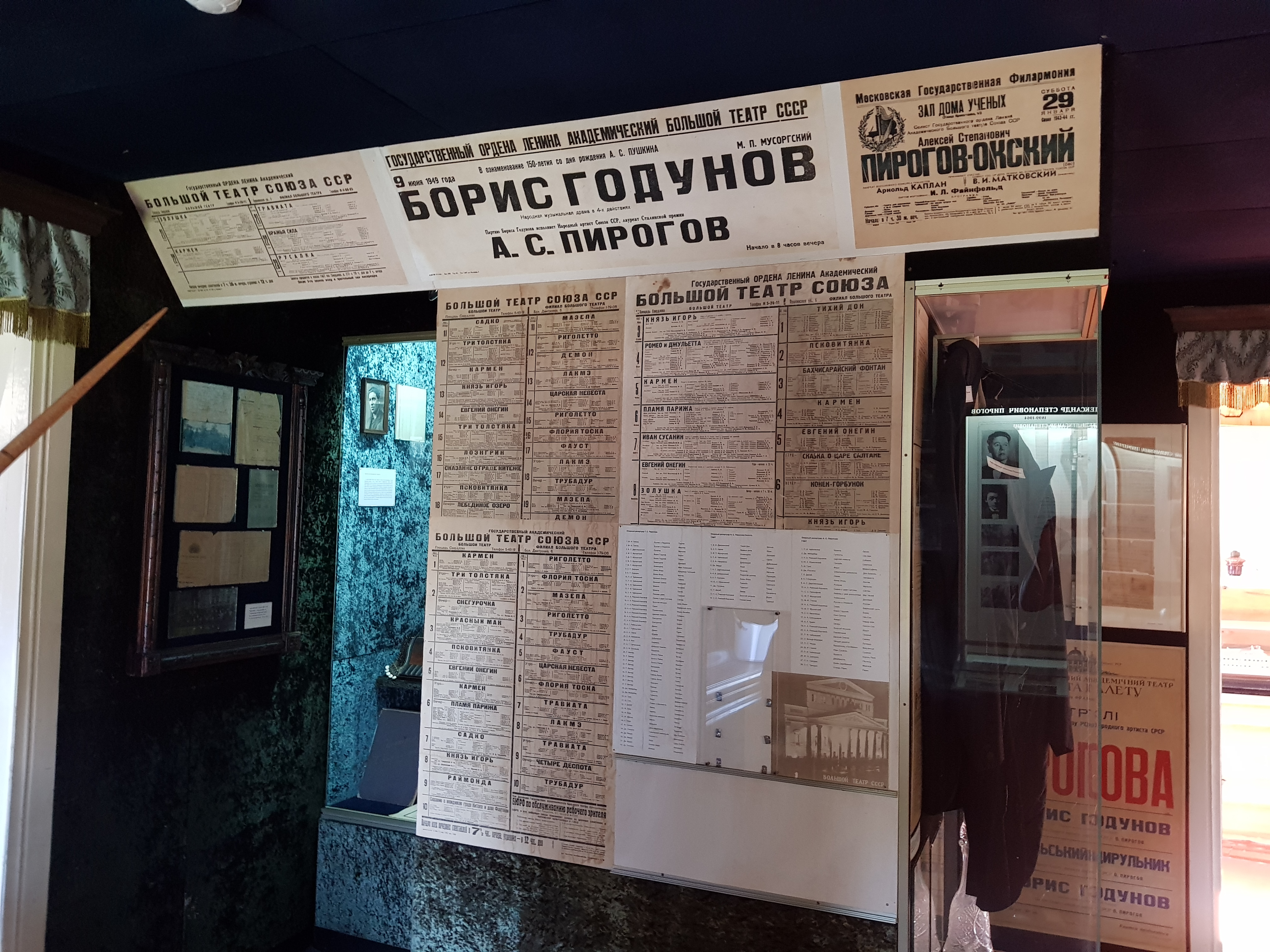
Второй зал музея

- Первый зал — «Жизнь семьи Пироговых в Новосёлках и в Рязани». Передана бытовая обстановка конца XIX — начала XX века, собраны вещи и документы, имеющие отношение к раннему периоду жизни братьев Пироговых, представлены фотографии родителей;
- Второй зал — «Творческий путь знаменитых певцов Пироговых». Представлены документы и вещи, которые сопровождали братьев в их творческой жизни: переданные из фондов Большого театра костюмы, театральные афиши, фотографии артистов в сценических образах;
- Третий зал — «Ока в жизни и творчестве Пироговых». Посвящён Оке — особой странице в жизни братьев Пироговых. Дом в Копаново был куплен братьями в 1938 году для жён и детей, а сами они жили в домике на окском острове Медвежья Голова, отдыхали от столичной суеты, ловили рыбу и наслаждались тишиной.

### Деятельность музея
- Ежегодный майский праздник песни имени певцов-братьев Пироговых, объединяющий самодеятельных и профессиональных артистов из Рязани, Москвы, Рязанской, Московской и близлежащих областей.
- Фестиваль малины — мероприятие событийного гастрономического туризма.
- Организация передвижных выставок из государственных и муниципальных музеев.

## Галерея

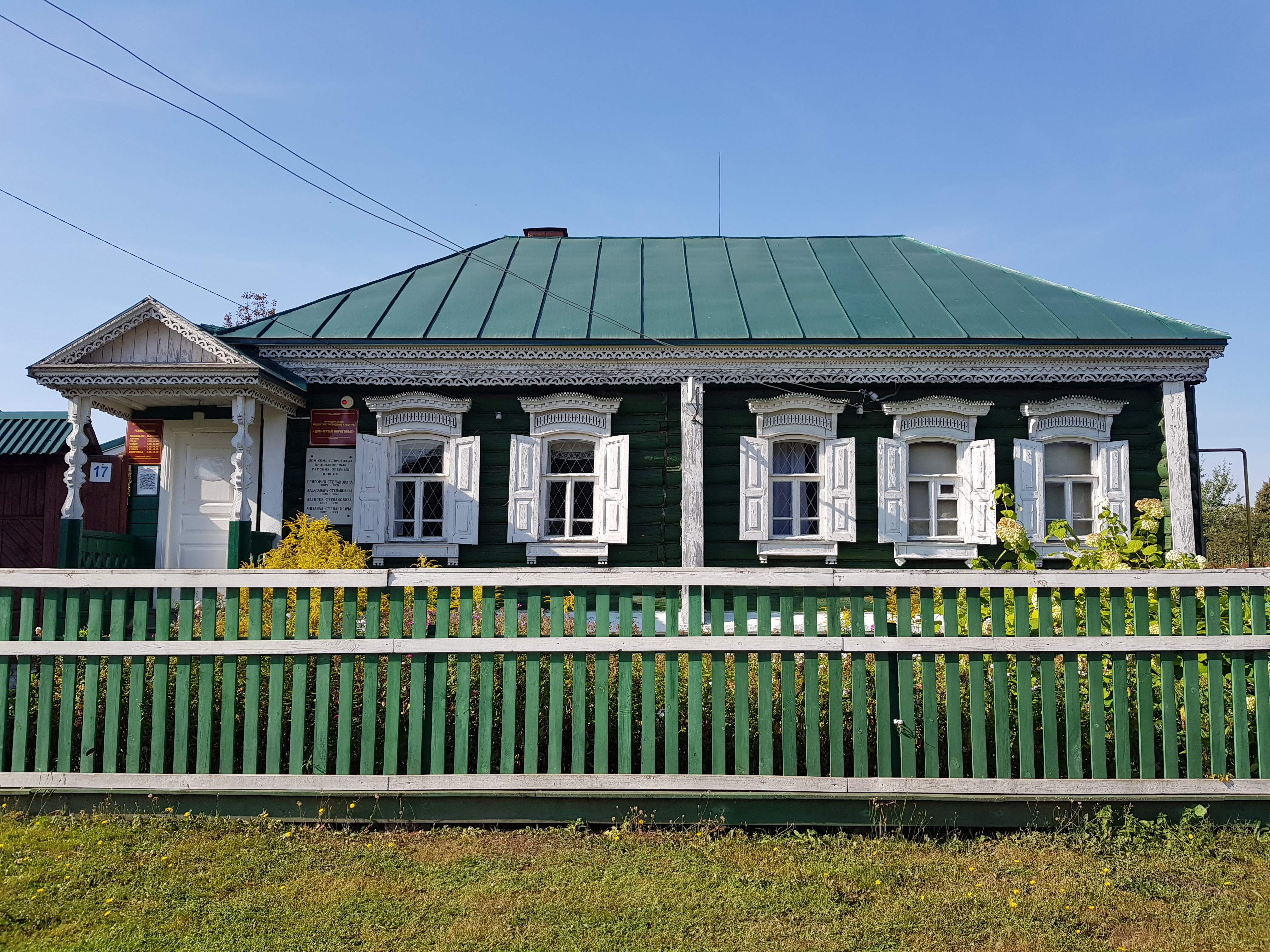
Дом-музей
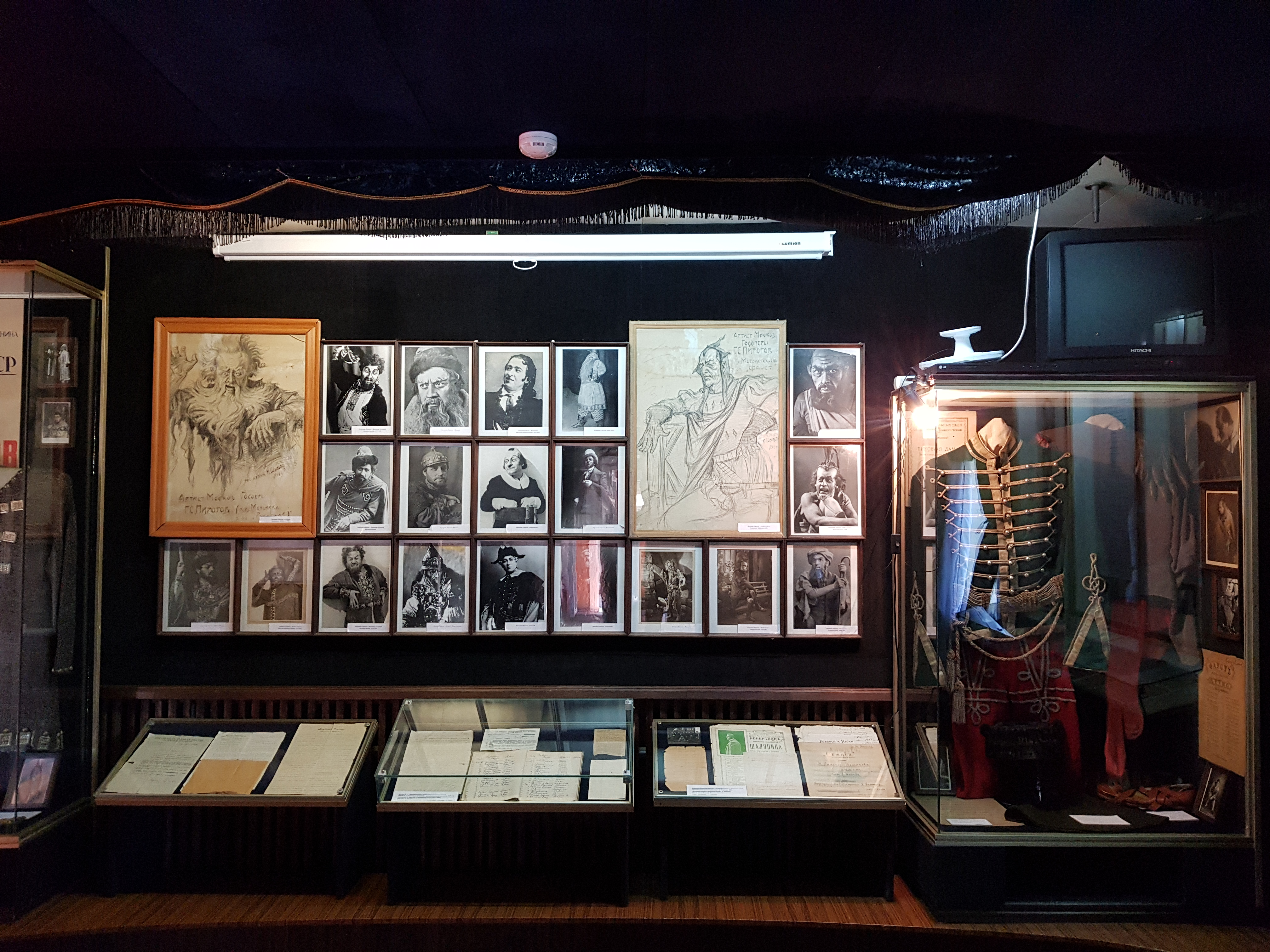
Интерьер дома-музея
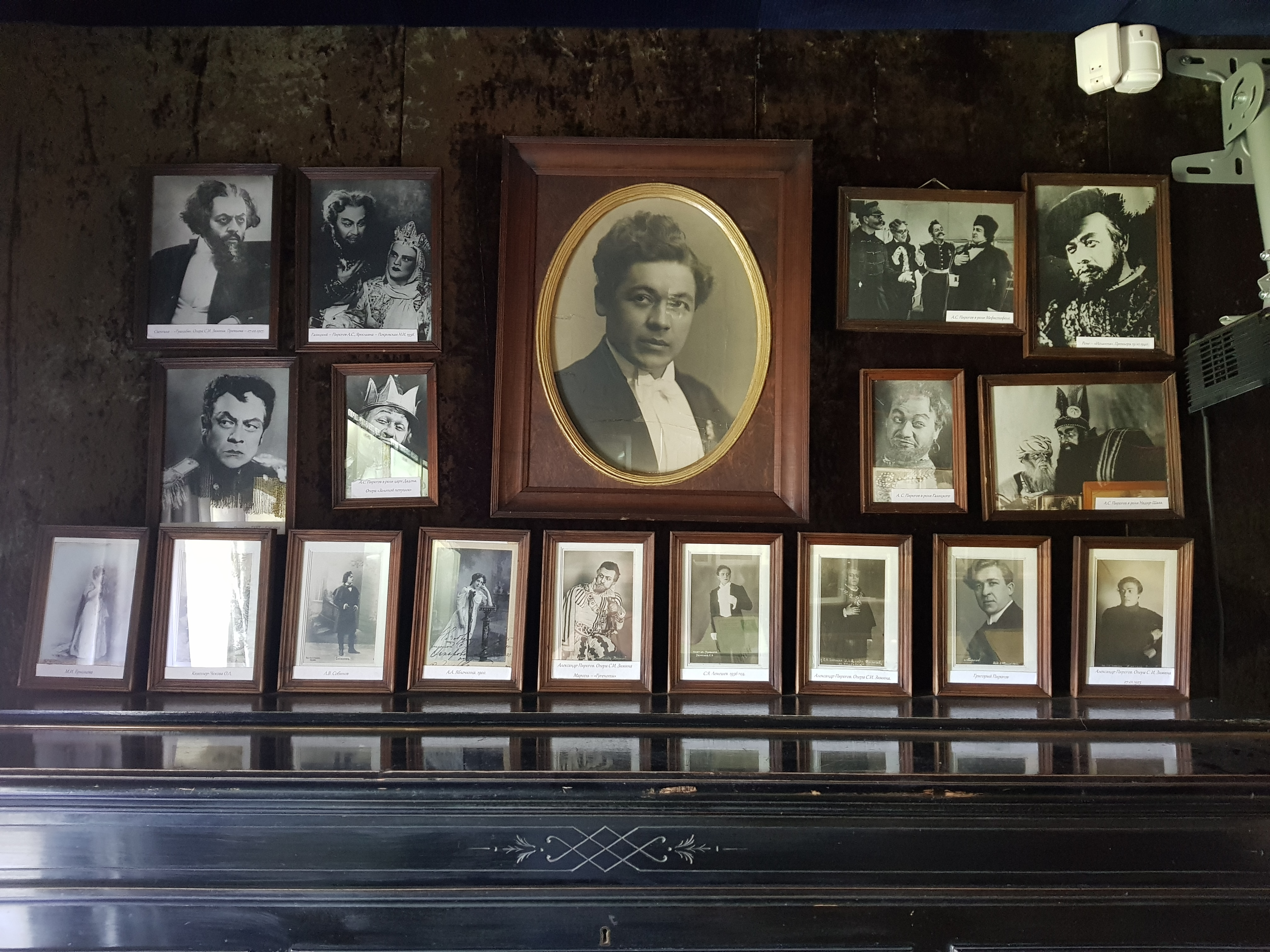
Интерьер дома-музея
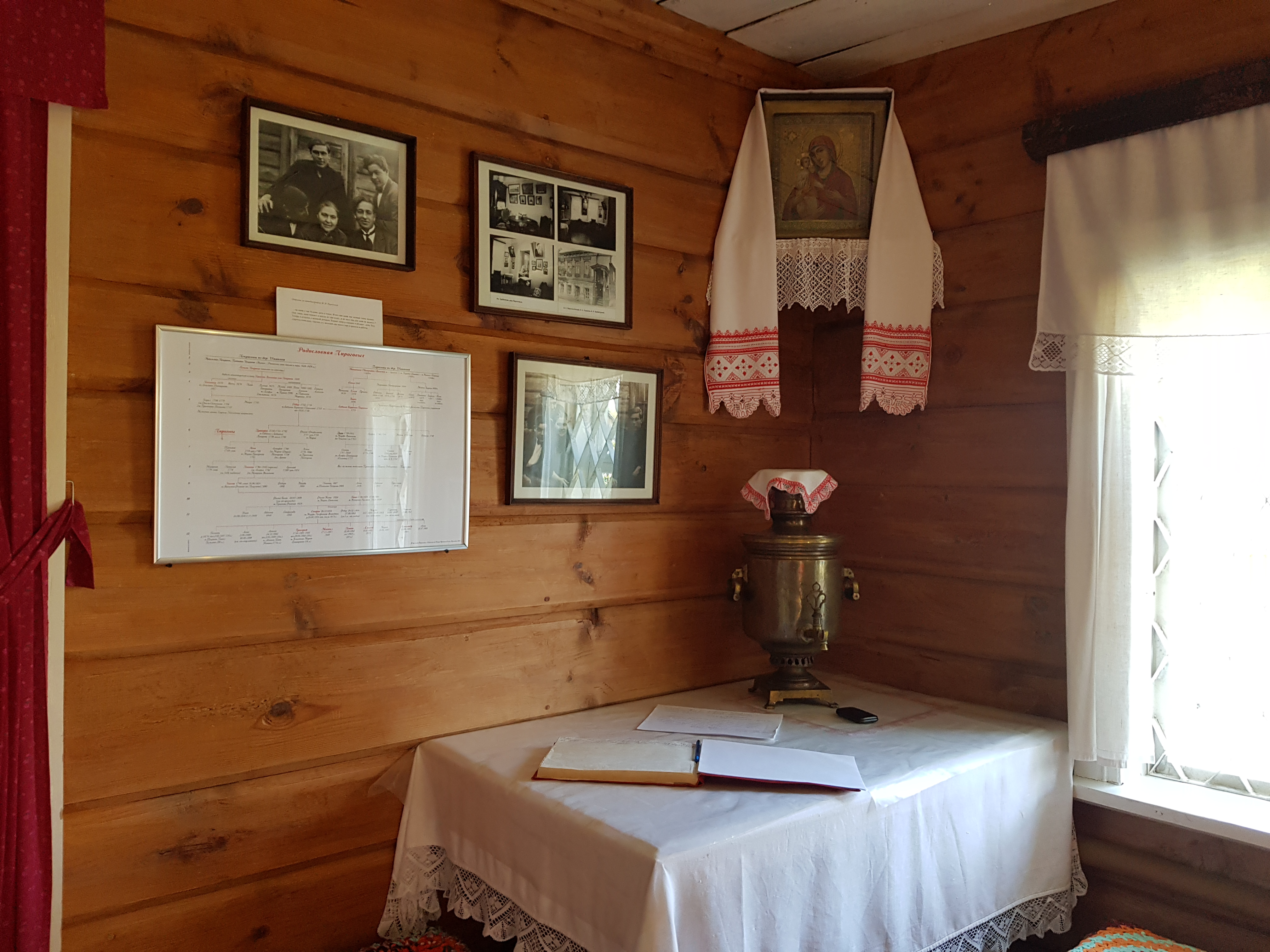
Интерьер дома-музея
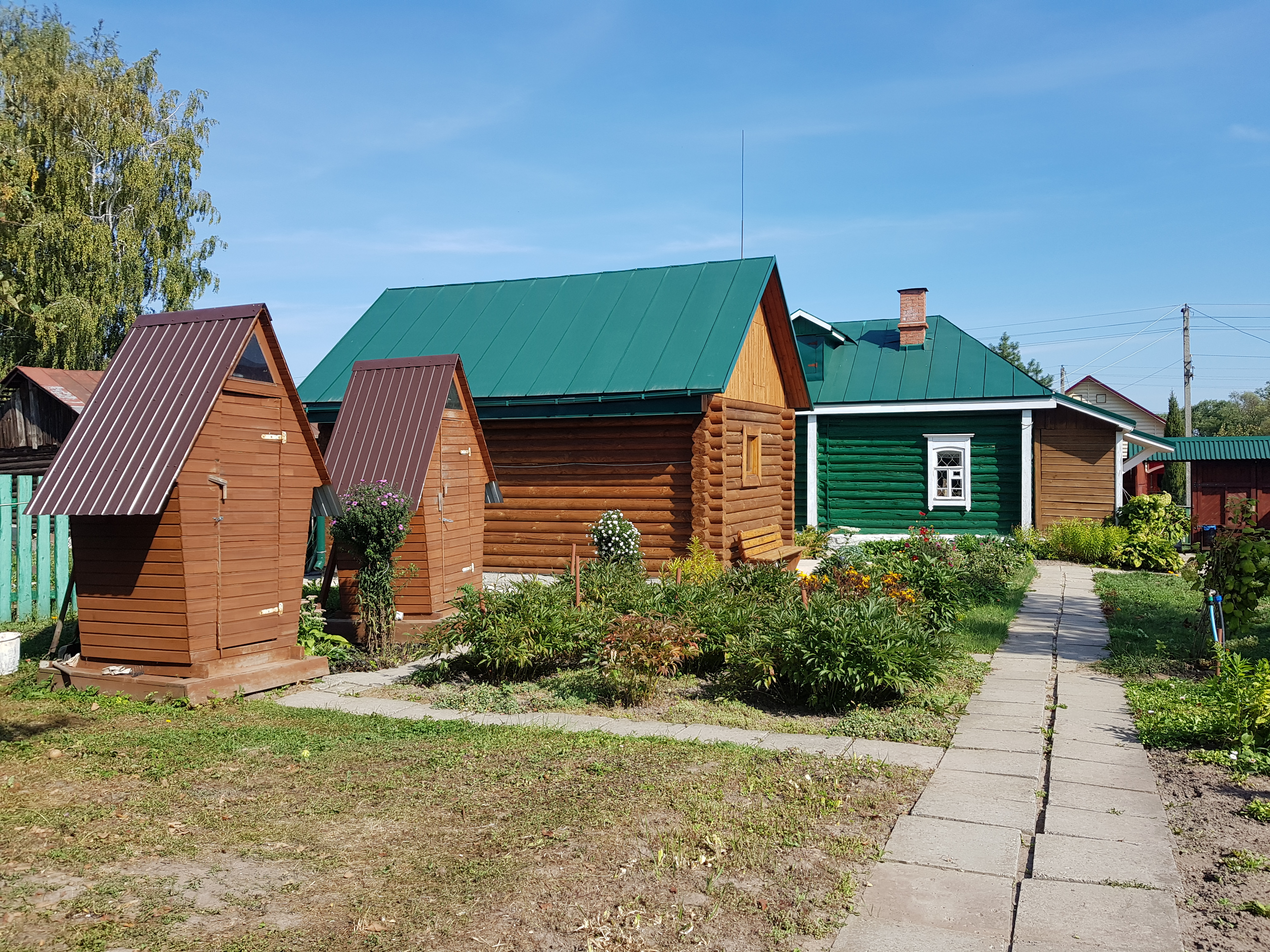
Усадьба
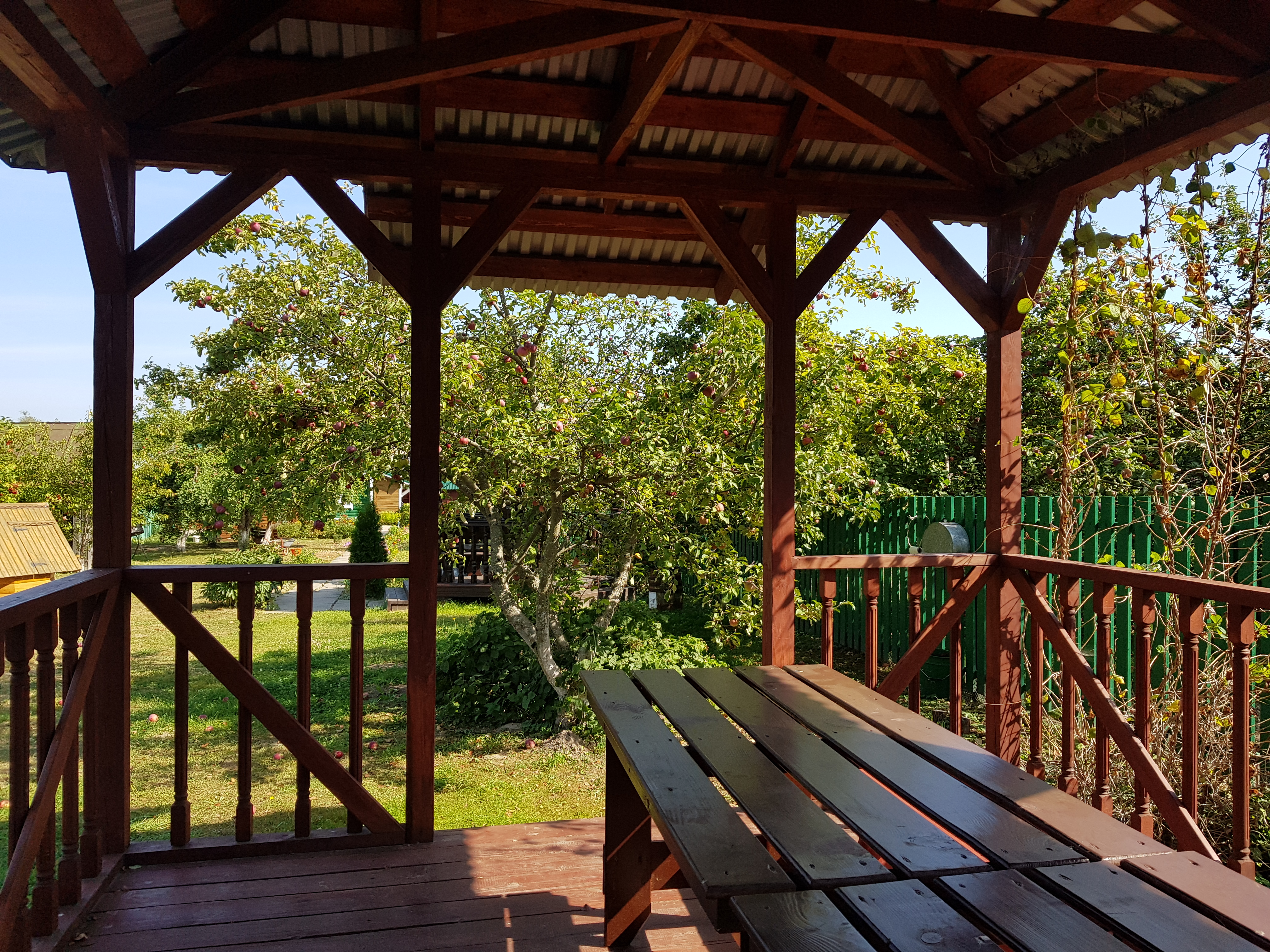
Беседка
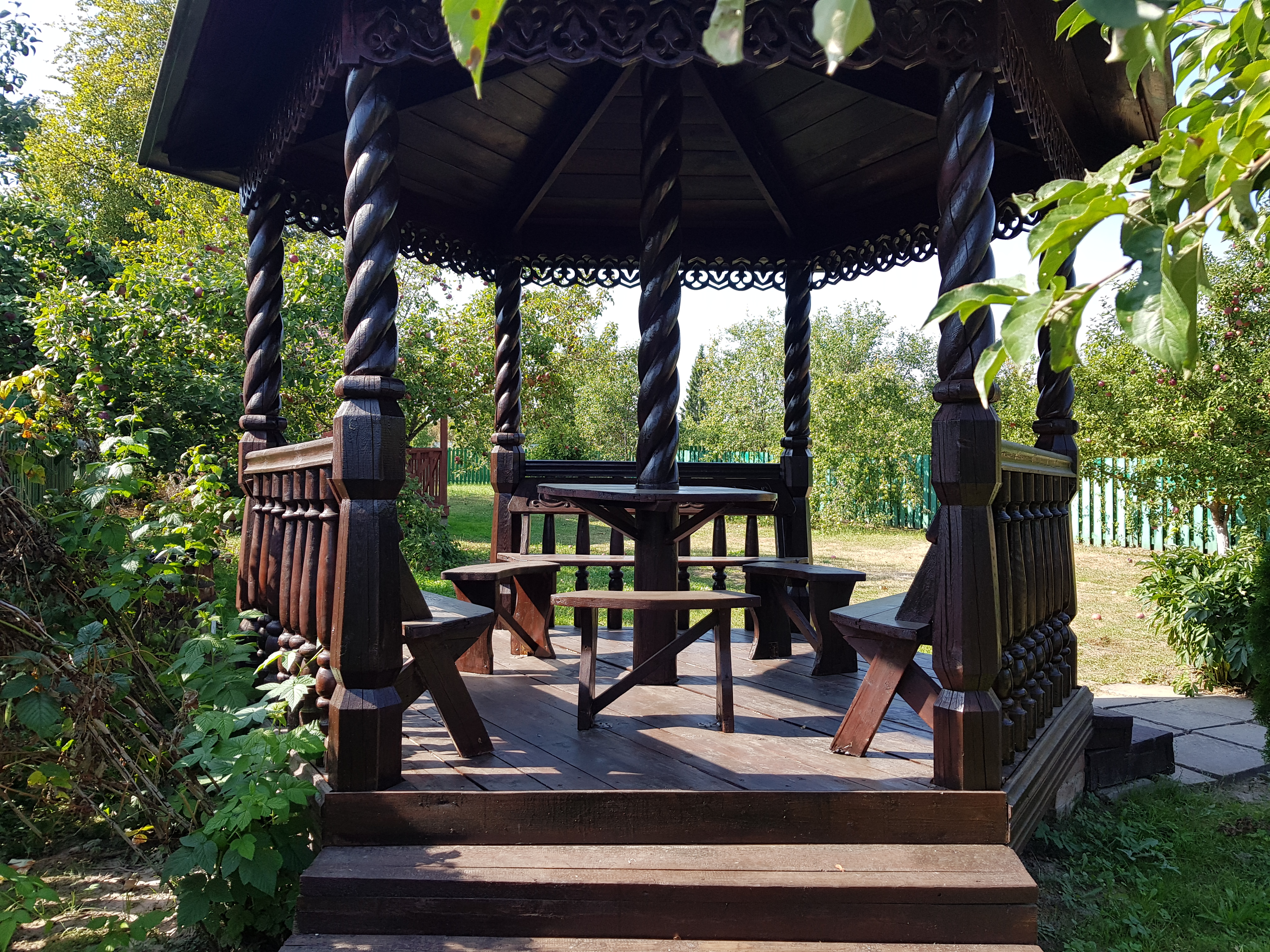
Беседка